# واندرلی لوکزامبورگو
واندرلی لوکزامبورگو (انگلیسی: Vanderlei Luxemburgo؛ زادهٔ ۱۰ مهٔ ۱۹۵۲) یک بازیکن سابق و مربی فوتبال اهل برزیل است.
از باشگاه‌هایی که در آن بازی کرده‌است می‌توان به باشگاه فوتبال بوتافوگو، باشگاه ورزشی اینترناسیونال، و باشگاه فوتبال فلامینگو اشاره کرد.